# Pasternik (Zbydniów)
Pasternik – część wsi Zbydniów w Polsce położona w województwie małopolskim, w powiecie bocheńskim, w gminie Łapanów.
W latach 1975–1998 Pasternik  należał administracyjnie do województwa tarnowskiego.